# Episodul 3 (Twin Peaks)
Episodul 3, cunoscut și sub denumirea de „Rest in Pain”, este al patrulea episod din primului sezon al serialului de televiziune american Twin Peaks. Acesta a fost regizat de Tina Rathborne⁠(d) în baza unui material redactat de  Harley Peyton⁠(d). În rolurile principale apar Kyle MacLachlan, Michael Ontkean și Ray Wise. Episodul introduce cel de-al doilea rol interpretat de Sheryl Lee⁠(d): Maddy Ferguson.
Rahborne a accentuat elementele de psihologie analitică⁠(d) prezente în episod. De asemenea, l-a caracterizat pe Dale Cooper drept atât personajul central care contrastează elementele bizare ale serialului, cât și figură esențială a narațiunii bildungsroman.
Episodul 3 a fost difuzat pentru prima dată pe 26 aprilie 1990 și a fost vizionat în premieră de aproximativ 18% din publicul disponibil. Episodul a primit recenzii pozitive din partea criticilor, fiind lăudat pentru elementele tragicomice implementate. Episodul a atras, de asemenea, laude din partea The New York Times pentru distribuția sa neobișnuită. 

## Intriga

### Context
Micul oraș Twin Peaks, Washington, este șocat de uciderea liceenei Laura Palmer (Sheryl Lee) și de tentativa de omor asupra colegei sale Ronette Pulaski (Phoebe Augustine⁠(d)). Agentul special FBI Dale Cooper (Kyle MacLachlan) sosește în oraș pentru a investiga cazul, iar primii suspecți sunt iubitul lui Palmer, Bobby Briggs (Dana Ashbrook⁠(d)), și iubitul secret al acesteia, James Hurley (James Marshall )⁠(d). Totuși, alți locuitori ai orașului au propriile bănuieli: traficantul de droguri Leo Johnson (Eric Da Re⁠(d)) este considerat un posibil suspect. Cooper are un vis bizar în care îi este dezvăluită identitatea criminalului de către un pitic și o femeie care seamănă cu Laura.

### Evenimente
Cooper și Audrey Horne (Sherilyn Fenn) iau împreună micul-dejun, moment în care agentul realizează că ea este autorul biletului găsit în camera sa de hotel. Biletul menționa de One-Eyed Jacks, un bordel aflat peste granița americană în Canada. După plecarea lui Audrey, Cooper discută cu șeriful Harry S. Truman (Michael Ontkean) despre visul său, considerând că acesta reprezintă o soluție codificată.
Colegul lui Cooper, Albert Rosenfield (Miguel Ferrer), dorește să investigheze din nou cadavrul Laurei, însă acesta urmează să fie preluat de familie pentru înmormântare. Pe măsură ce discuția devine din ce în ce mai violentă, Truman o încheie lovindu-l pe Rosenfield. Mai târziu, acesta le dezvăluie rezultatele: Laura fusese legată în momentul crimei, era dependentă de cocaină și a fost zgâriată de o pasăre. Mai mult, în stomacul său a fost găsit un fragment de plastic neidentificat.
Leland Palmer (Ray Wise) este vizitat de nepoata sa, Madeline Ferguson (Sheryl Lee). Ferguson seamănă leit cu Laura, singura diferență fiind părul de culoare închisă. Concomitent, Cooper și Truman îl interoghează pe Johnson despre moartea Laurei, privind cu suspiciune declarația sa conform căreia nu o cunoștea pe tânără. Mai târziu, Hurley ajunge târziu la înmormântarea Laurei și privește ceremonia de la distanță. Briggs începe să-i acuze pe îndoliați că nu au făcut nimic când au aflat că Laura avea probleme. Hurley intervine, iar cei doi încep să se bată; Leland cade peste sicriu, în timp ce acesta este coborât în mormânt, plângând în hohote.
În acea noapte, Cooper, Truman, Hawk (Michael Horse) și Ed Hurley (Everett McGill⁠(d)) se întâlnesc la RR Diner. Truman susține că cineva face trafic de droguri în oraș și bănuiește că Jacques Renault (Walter Olkewicz⁠(d)), barman la Roadhouse Bar, este implicat. De asemenea, acesta explică că în pădurile din jurul orașului pare să existe un „întuneric” și le dezvăluie că există o societate secretă de oameni care luptă împotriva acestuia: The Bookhouse Boys. Truman și ceilalți îl primesc pe Cooper în sediul lor, unde fratele lui  Jacques, Bernard (Clay Wilcox), este ținut prizonier. Îl interoghează pe acesta, însă neagă că este implicat.
În altă parte, Jacques conștientizează că fratele său are probleme și îl contactează pe Johnson. Când Johnson pleacă, soția sa abuzată Shelley (Mädchen Amick⁠(d)) ascunde o armă într-un sertar secret. Între timp, proprietarul fabricii de cherestea Josie Packard (Joan Chen) îi spune amantului său Truman că cumnata ei Catherine Martell (Piper Laurie⁠(d)) plănuiește să preia fabrica. Packard știe că există două registre, unul fals și unul real, dar nu-l poate găsi pe cel real.